# Freshen Up Tour
Freshen Up Tour fue una gira musical del músico británico Paul McCartney en apoyo de su decimoséptimo álbum de estudio Egypt Station. La gira comenzó el 17 de septiembre de 2018 con un concierto en la ciudad de Quebec.

## Trasfondo
Previo al anuncio de la nueva gira, Paul confirmó su asistencia en Austin City Limits Music Festival en octubre de 2018. El 20 de junio, se confirmó la publicación de un nuevo álbum de estudio titulado Egypt Station, y con ello el rumor de una gira musical a finales del año.
Los primeros shows confirmados fueron anunciados el 3 de julio a través de la página web de McCartney, según el comunicado de prensa, la gira incluirá un "audio y video de vanguardia tecnología" y una lista de canciones que abarca la carrera musical de McCartney tanto en, The Beatles, Wings como solista, así como canciones nuevas. El 5 de junio fueron anunciados tres shows en el Reino Unido. En días posteriores se fueron anunciado más fechas en otros países.
El primer show de la gira se realizó en el 13 de septiembre de 2018 donde McCartney interpretó un setlist muy similar al de su gira anterior aunque añadió canciones de su nuevo disco como Who Cares, Come On To Me y Fuh You, una versión acústica de My Valentine interpretada por Paul con un megáfono, y el regreso al setlist de Let 'Em In que no había sido tocada en concierto desde la gira On the Run.
Desde los conciertos de Tokio, FourFiveSeconds y Yesterday salieron del setlist, fueron reemplazadas más tarde por Got to Get You Into My Life y Birthday, respectivamente. 
Durante el concierto en Londres, Paul tuvo como invitados a Ringo Starr y Ronnie Wood, interpretaron Get Back. Entre los asistentes al show se encontraba el actor Rami Malek. Paul regresó a Latinoamérica en marzo de 2019 ofreciendo 5 conciertos en las ciudades sudamericanas de Santiago, Buenos Aires, São Paulo y Curitiba, todas ellas con llenos totales. El concierto en Chile contó con la presencia de varios políticos de aquel país entre ellos el presidente Sebastián Piñera quien se llevó una fuerte rechifla de parte de los asistentes cuando este fue mencionado por McCartney. Durante el tramo sudamericano (con excepción de los espectáculos en Argentina y el segundo en São Paulo), agregó al setlist Back in Brazil.

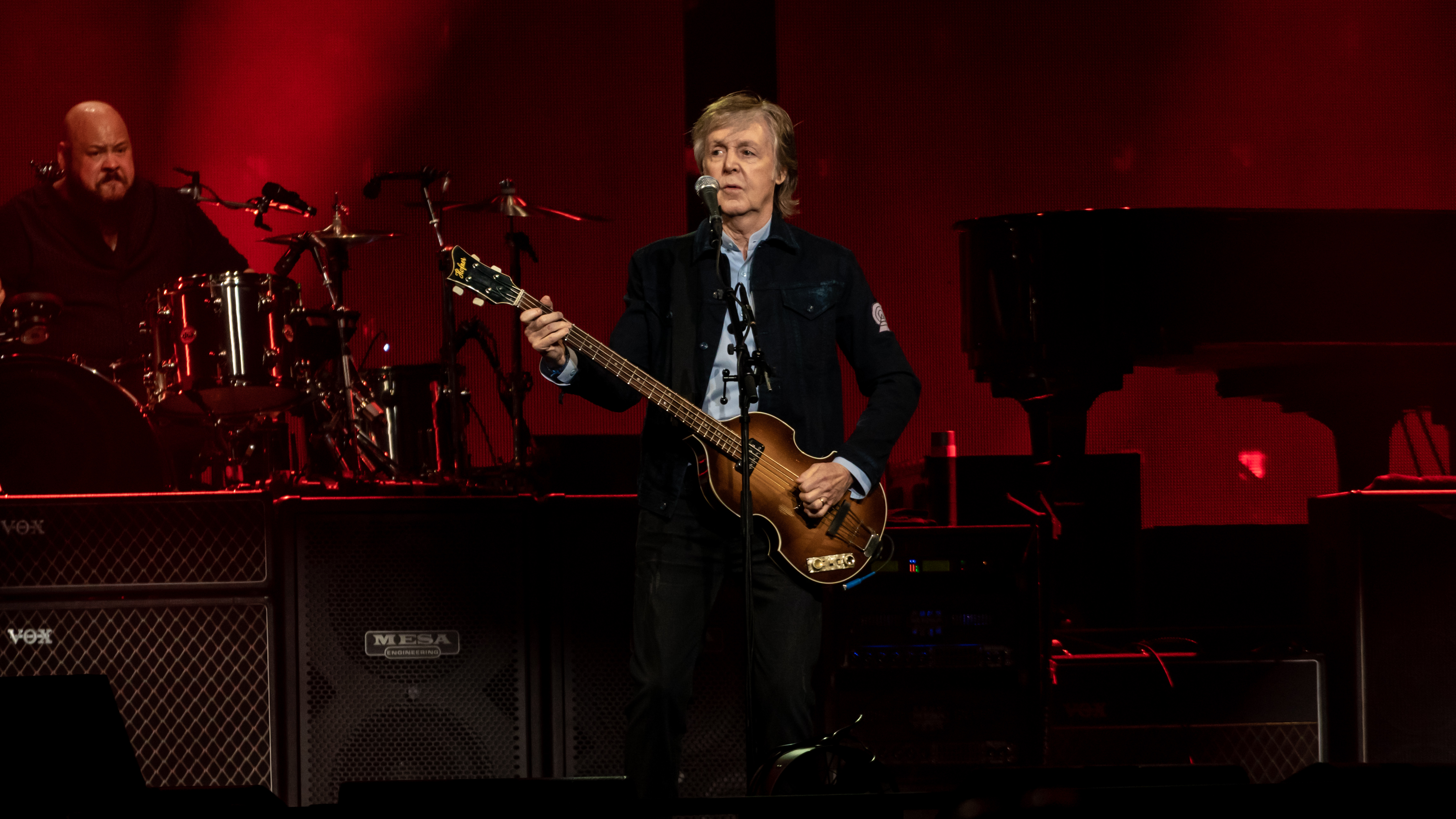
McCartney durante su presentación en Londres el 16 de diciembre de 2018.

La gira continuó con 16 espectáculos en los meses de mayo, junio y julio en Norteamérica. 
Durante el concierto del 28 de junio en Las Vegas, Steven Tyler se unió a McCartney para interpretar el tema Helter Skelter.
Para el espectáculo en Los Ángeles, McCartney invitó de nueva cuenta a Ringo Starr, pero esta vez para tocar Sgt. Pepper y Helter Skelter. El segundo invitado fue el integrante de Eagles, Joe Walsh, quien colaboró en la canción The End. Mary McCartney, hija del ex beatle y la actriz Emma Stone, asistieron al concierto.
El lunes 19 de noviembre de 2019 se anunció que McCartney estaría en la edición del Festival Glastonbury 2020. Días después se informó que la gira continuará en el verano de 2020, liberando fechas para países como Italia, Francia, Alemania, Bélgica, Países Bajos y España. Sin embargo, a causa de la situación de emergencia sanitaria mundial provocada por la pandemia de COVID-19, estos conciertos fueron cancelados a mediados de mayo de 2020.

## La Banda
| Rusty Anderson (guitarra eléctrica, guitarra acústica, coros)                          | Paul McCartney (vocalista, bajo, guitarra eléctrica, guitarra acústica, piano, ukelele) | Brian Ray (guitarra eléctrica, guitarra acústica, bajo, coros) |
| Paul "Wix" Wickens (teclados, guitarra acústica, percusión, armónica, acordeón, coros) | Paul McCartney (vocalista, bajo, guitarra eléctrica, guitarra acústica, piano, ukelele) | Abe Laboriel, Jr. (batería, percusión, coros)                  |
| Hot City Horns (músicos adicionales)                                                   |                                                                                         |                                                                |

## Lista de canciones
1. "A Hard Day's Night"
2. "Hi, Hi, Hi"+, "Junior's Farm" o "Save Us"
3. "Can't Buy Me Love" o "All My Loving"
4. "Letting Go"
5. "Who Cares"
6. "Got to Get You into My Life"
7. "Come On To Me"
8. "Let Me Roll It"
9. "I've Got a Feeling"
10. "Let 'Em In"
11. "My Valentine"
12. "Nineteen Hundred and Eighty-Five"
13. "Maybe I'm Amazed"
14. "I've Just Seen a Face" o "We Can Work It Out"
15. "In Spite Of All The Danger"
16. "From Me To You"
17. "Dance Tonight"
18. "Love Me Do"
19. "Blackbird"
20. "Here Today"
21. "Queenie Eye"
22. "Lady Madonna"
23. "Eleanor Rigby"
24. "Fuh You"
25. "Being For The Benefit Of Mr Kite"
26. "Something"
27. "Ob-La-Di, Ob-La-Da"
28. "Band on the Run"
29. "Back in the U.S.S.R."
30. "Let It Be"
31. "Live and Let Die"
32. "Hey Jude"

Encore:
1. "Birthday" o "I Saw Her Standing There"++
2. "Sgt. Pepper's Lonely Hearts Club Band (Reprise)"
3. "Helter Skelter"
4. "Golden Slumbers"/"Carry That Weight"/"The End"

- + Interpretadas en 2018
- ++ Interpretadas en 2019

## Fechas
| Fecha                    | Ciudad            | País           | Recinto                            | Entradas Vendidas/Disponibles | Recaudación  |
| ------------------------ | ----------------- | -------------- | ---------------------------------- | ----------------------------- | ------------ |
| Norteamérica             |                   |                |                                    |                               |              |
| 17 de septiembre de 2018 | Quebec            | Canadá         | Videotron Centre                   | 14,935 / 14,935               | $2,260,730   |
| 20 de septiembre de 2018 | Montreal          | Canadá         | Bell Centre                        | 16,135 / 16,135               | $2,403,773   |
| 28 de septiembre de 2018 | Winnipeg          | Canadá         | Bell MTS Place                     | 12,610 / 12,610               | $1,881,926   |
| 30 de septiembre de 2018 | Edmonton          | Canadá         | Rogers Place                       | 15,310 / 15,310               | $2,531,810   |
| 5 de octubre de 2018     | Austin            | Estados Unidos | Zilker Park                        | Festival                      | Festival     |
| 12 de octubre de 2018    | Austin            | Estados Unidos | Zilker Park                        | Festival                      | Festival     |
| Asia                     |                   |                |                                    |                               |              |
| 31 de octubre de 2018    | Tokio             | Japón          | Tokyo Dome                         | -                             | -            |
| 1 de noviembre de 2018   | Tokio             | Japón          | Tokyo Dome                         | -                             | -            |
| 5 de noviembre de 2018   | Tokio             | Japón          | Ryōgoku Kokugikan                  | -                             | -            |
| 8 de noviembre de 2018   | Nagoya            | Japón          | Nagoya Dome                        | -                             | -            |
| Europa                   |                   |                |                                    |                               |              |
| 28 de noviembre de 2018  | París             | Francia        | Paris La Défense Arena             | 36,663 / 36,663               | $3,831,577   |
| 30 de noviembre de 2018  | Copenhague        | Dinamarca      | Royal Arena                        | 15,143 / 15,143               | $3,275,200   |
| 3 de diciembre de 2018   | Cracovia          | Polonia        | Tauron Arena                       | 17,497 / 17,497               | $1,948,007   |
| 5 de diciembre de 2018   | Viena             | Austria        | Wiener Stadthalle                  | 21,134 / 21,134               | $3,643,559   |
| 6 de diciembre de 2018   | Viena             | Austria        | Wiener Stadthalle                  | 21,134 / 21,134               | $3,643,559   |
| 12 de diciembre de 2018  | Liverpool         | Reino Unido    | Liverpool Echo Arena               | 9,032 / 9,032                 | $1,382,519   |
| 14 de diciembre de 2018  | Glasgow           | Reino Unido    | SSE Hydro                          | 10,737 / 10,737               | $1,501,001   |
| 16 de diciembre de 2018  | Londres           | Reino Unido    | The O2 Arena                       | 15,651 / 15,651               | $2,110,660   |
| Sudamérica               |                   |                |                                    |                               |              |
| 20 de marzo de 2019      | Santiago de Chile | Chile          | Estadio Nacional                   | 49,900 / 49,900               | $4,214,200   |
| 23 de marzo de 2019      | Buenos Aires      | Argentina      | Campo Argentino de Polo            | 61,940 / 61,940               | $5,404,680   |
| 26 de marzo de 2019      | São Paulo         | Brasil         | Allianz Parque                     | 90,384 / 90,384               | $8,733,620   |
| 27 de marzo de 2019      | São Paulo         | Brasil         | Allianz Parque                     | 90,384 / 90,384               | $8,733,620   |
| 30 de marzo de 2019      | Curitiba          | Brasil         | Estadio Couto Pereira              | 41,609 / 41,609               | $3,650,750   |
| Norteamérica             |                   |                |                                    |                               |              |
| 23 de mayo de 2019       | Nueva Orleans     | Estados Unidos | Smoothie King Arena                | 14,789 / 14,789               | $2,449,710   |
| 27 de mayo de 2019       | Raleigh           | Estados Unidos | PNC Arena                          | 14,805 / 14,805               | $2,719,928   |
| 30 de mayo de 2019       | Greenville        | Estados Unidos | Bon Secours Wellness Arena         | 12,123 / 12,123               | $2,351,190   |
| 1 de junio de 2019       | Lexington         | Estados Unidos | Rupp Arena                         | 19,153 / 19,153               | $2,785,200   |
| 3 de junio de 2019       | Fort Wayne        | Estados Unidos | Allen County War Memorial Coliseum | 10,695 / 10,695               | $1,779,313   |
| 6 de junio de 2019       | Madison           | Estados Unidos | Kohl Center                        | 12,710 / 12,710               | $2,130,572   |
| 8 de junio de 2019       | Green Bay         | Estados Unidos | Lambeau Field                      | 49,416 / 49,416               | $6,529,928   |
| 11 de junio de 2019      | Moline            | Estados Unidos | TaxSlayer Center                   | 10,613 / 10,613               | $1,943,909   |
| 14 de junio de 2019      | Arlington         | Estados Unidos | Globe Life Park                    | 45,024 / 45,024               | $6,313,791   |
| 22 de junio de 2019      | San Diego         | Estados Unidos | Petco Park                         | 40,224 / 40,224               | $6,017,239   |
| 26 de junio de 2019      | Phoenix           | Estados Unidos | Talking Stick Resort Arena         | 13,837 / 13,837               | $2,717,939   |
| 28 de junio de 2019      | Las Vegas         | Estados Unidos | T-Mobile Arena                     | 49,416 / 49,416               | $6,529,928   |
| 29 de junio de 2019      | Las Vegas         | Estados Unidos | T-Mobile Arena                     | 49,416 / 49,416               | $6,529,928   |
| 6 de julio de 2019       | Vancouver         | Canadá         | BC Place                           | 40,973 / 40,973               | $4,601,154   |
| 10 de julio de 2019      | San José          | Estados Unidos | SAP Centre                         | 13,937 / 13,937               | $3,241,678   |
| 13 de julio de 2019      | Los Ángeles       | Estados Unidos | Dodgers Stadium                    | 48,767 / 48,767               | $6,410,157   |
| Total                    | Total             | Total          | Total                              | 928,252 / 928,252 (100%)      | $129,219,706 |

### Fechas canceladas
| Fecha               | Ciudad    | País         | Recinto                         | Motivo            |
| ------------------- | --------- | ------------ | ------------------------------- | ----------------- |
| 23 de mayo de 2020  | Lille     | Francia      | Estadio Pierre-Mauroy           | Pandemia COVID-19 |
| 26 de mayo de 2020  | París     | Francia      | Paris La Défense Arena          | Pandemia COVID-19 |
| 29 de mayo de 2020  | Nimega    | Países Bajos | Goffertpark                     | Pandemia COVID-19 |
| 31 de mayo de 2020  | Bordeaux  | Francia      | Estadio Matmut Atlantique       | Pandemia COVID-19 |
| 4 de junio de 2020  | Hannover  | Alemania     | HDI-Arena                       | Pandemia COVID-19 |
| 7 de junio de 2020  | Lyon      | Francia      | Parc Olympique Lyonnais         | Pandemia COVID-19 |
| 10 de junio de 2020 | Nápoles   | Italia       | Piazza Plebiscito               | Pandemia COVID-19 |
| 13 de junio de 2020 | Lucca     | Italia       | Mura Storiche                   | Pandemia COVID-19 |
| 17 de junio de 2020 | Barcelona | España       | Estadio Olímpico Lluís Companys | Pandemia COVID-19 |
| 21 de junio de 2020 | Werchter  | Bélgica      | Werchter Festivalpark           | Pandemia COVID-19 |
| 27 de junio de 2020 | Pilton    | Reino Unido  | Worthy Farm                     | Pandemia COVID-19 |